# Ichthyophis youngorum
La cecilia de Doi Suthep (Ichthyophis youngorum) es una especie de anfibios gimnofiones de la familia Ichthyophiidae.
Es endémica de Tailandia.
Su hábitat natural incluye bosques tropicales o subtropicales secos a baja altitud, montanos secos, ríos, corrientes intermitentes de agua, plantaciones, jardines rurales, zonas previamente boscosas ahora muy degradadas, tierras de irrigación, y tierra cultivable inundada por estaciones.